# Liste des visites d'État du roi Albert II de Belgique

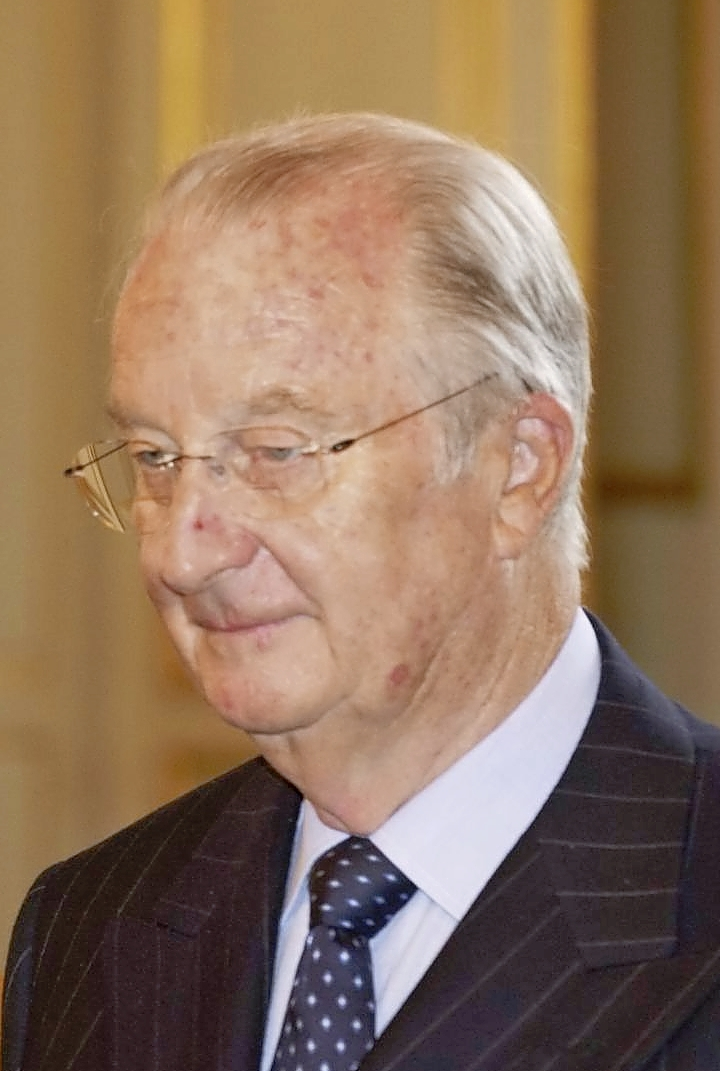
Le roi Albert II.

Au cours de son règne, de 1993 à 2013, Albert II a effectué 29 visites d'État. Les visites d'État, ainsi que le souligne l'historien Vincent Dujardin, présentent un caractère solennel et exceptionnel qui n'advient qu'une fois par règne. La liste s'établit comme suit.

## Visites d'État
| Année | Pays               | Commentaire |
| ----- | ------------------ | --- |
| 1994  | Luxembourg         | Première visite d'État du couple royal belge du 17 au 20 mars 1994 au couple grand-ducal.                                                              |
| 1994  | Suède              | Visite du 3 au 5 mai 1994. |
| 1994  | Espagne            | Visite du 19 au 22 septembre 1994. |
| 1995  | Danemark           | Visite du 16 au 18 mai 1995. |
| 1995  | Allemagne          | Visite du 10 juillet 1995 au 12 juillet 1995 au président fédéral Roman Herzog.                                                                        |
| 1996  | Finlande           | Visite du 5 au 7 juin 1996. |
| 1996  | Japon              | Visite du 21 au 25 octobre 1996, le couple royal est accompagnés par le prince Philippe.                                                               |
| 1997  | Norvège            | Visite du 28 au 30 avril 1997. |
| 1997  | Autriche           | Visite du 6 au 8 octobre 1997. |
| 1998  | Russie             | Visite du 19 au 21 février 1998, le couple royal est reçu par le président Boris Eltsine.                                                              |
| 1998  | Italie             | Visite du 12 au 15 mai 1998. |
| 1999  | Pologne            | Visite du 10 au 12 mai 1998. |
| 1999  | Portugal           | Visite du 23 au 25 novembre 1999. |
| 2000  | République tchèque | Visite du 24 au 26 octobre 2000. |
| 2000  | Suisse             | Visite les 21 et 22 novembre 2000. |
| 2001  | Grèce              | Visite du 19 au 21 juin 2001. |
| 2002  | Hongrie            | Visite du 24 au 26 juin 2002. |
| 2003  | Bulgarie           | Visite du 14 au 16 octobre 2003. |
| 2003  | France             | Visite du 27 au 29 octobre 2003. |
| 2004  | Maroc              | Visite du 5 au 7 octobre 2004. |
| 2005  | Chine              | À l'invitation du président chinois Hu Jintao, le couple royal se rend en Chine du 4 au 11 juin 2005.                                                  |
| 2006  | Lituanie           | Visite du 20 au 22 mars 2006 qui inaugure les visites d'État aux pays baltes.                                                                          |
| 2007  | Lettonie           | Visite du 23 au 25 avril 2007. |
| 2007  | Irlande            | Visite du 8 au 10 octobre 2007. |
| 2008  | Estonie            | Visite du 10 au 12 juin 2008 qui clôture les visites d'État aux pays baltes.                                                                           |
| 2008  | Inde               | C'est la plus longue visite d'État du roi, celle-ci dure 12 jours, du 2 au 12 novembre 2008.                                                           |
| 2009  | Roumanie           | Visite du 7 au 9 juillet 2009. |
| 2010  | Congo              | Première visite royale belge depuis 25 ans au Congo pour célébrer le 50e anniversaire de l'indépendance de la colonie les 30 juin et 1er juillet 2010. |
| 2011  | Allemagne          | Deuxième visite d'État du couple royal en Allemagne, les 29 et 30 mars 2011. Ils se rendent à Berlin et à Munich.                                      |